# Wolfgang Szepansky
Wolfgang Szepansky (* 9. Oktober 1910 in Berlin-Wedding; † 23. August 2008 in Berlin-Schöneberg) war ein deutscher Antifaschist, kommunistischer Widerstandskämpfer, Autor und Maler.

## Leben

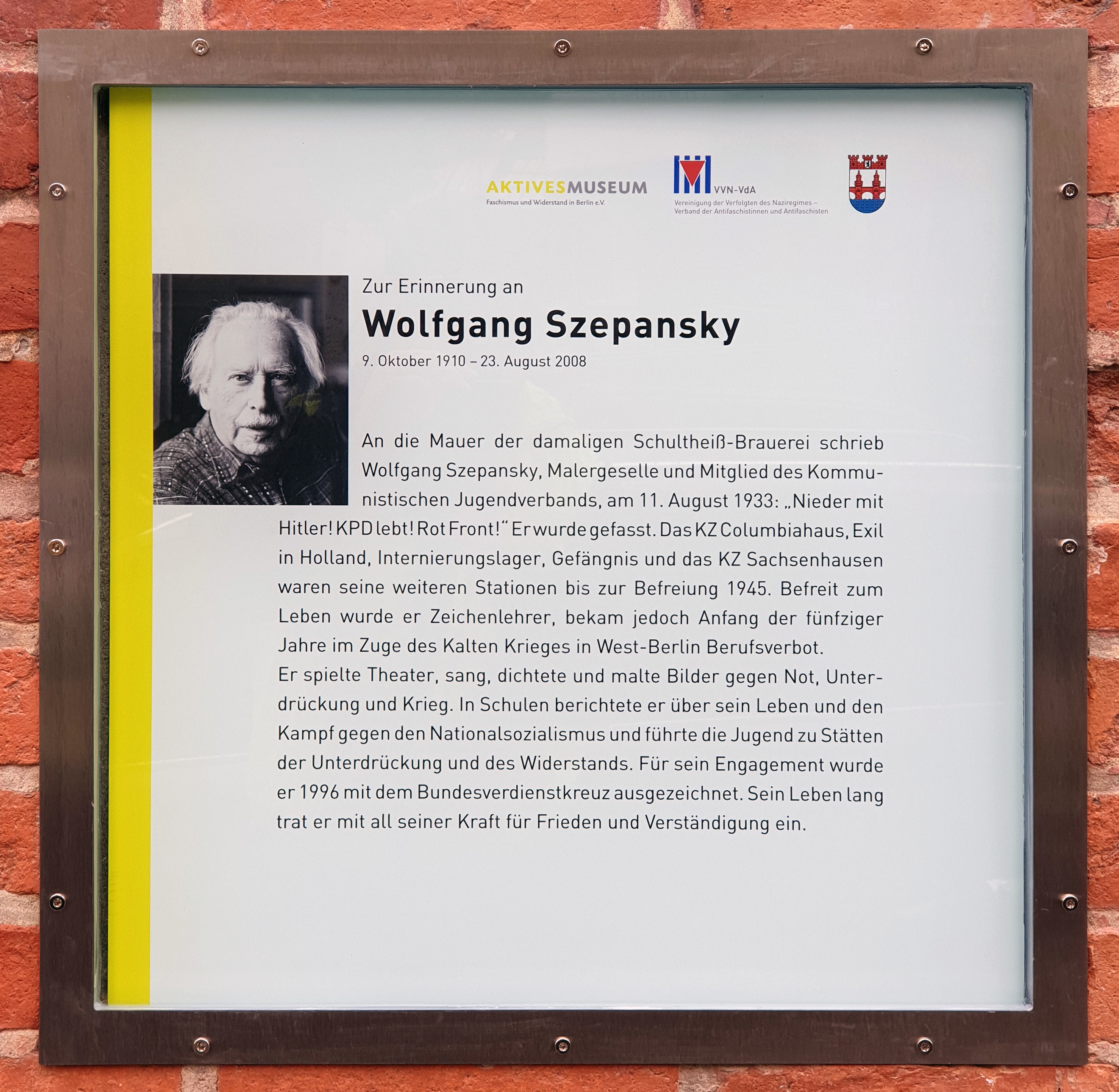
Gedenktafel am Haus Methfesselstraße 42 in Berlin-Kreuzberg

Wolfgang Szepansky war der Sohn des Malermeisters Emil Szepansky (1877–1968) und seiner Ehefrau Margarete Szepansky, geborene Schmidt (1873–1948). Er wuchs in einer sozialistischen Familie auf und war Mitglied einer kommunistischen Kindergruppe. Die Familie lebte ursprünglich im Wedding und zog noch vor dem Ersten Weltkrieg in den Vorort Mariendorf. Seine ältere Schwester Luise Szepansky war Vorsitzende des Kommunistischen Jugendverbandes in Mariendorf. Als Jugendlicher war er in der Arbeitertheaterbewegung aktiv und absolvierte eine Lehre als Maler. 1930 trat er in den kommunistischen Jugendverband ein und wurde Organisationsleiter des Unterbezirks Tempelhof. 1931 wurde er wegen Sachbeschädigung und Straßenverunreinigung zu 3 Tagen Haft und 1932 wegen Teilnahme an einer verbotenen Demonstration zu 10 Tagen Haft verurteilt.
Im Sommer 1933 wurde er verhaftet wegen der Aufschrift in der Lichterfelder Straße (seit 1935 Methfesselstraße) in Berlin-Kreuzberg: Nieder mit Hitler! KPD lebt! Rot Front! Er kam dann von der Abteilung I im Polizeipräsidium Alexanderplatz ins Berliner Konzentrationslager Columbia-Haus. Nach der Haftentlassung im Januar 1934 floh er in die Niederlande, dort wurde er 1940 interniert, an die Gestapo ausgeliefert und von Oktober 1940 bis zum 21. April 1945 im Konzentrationslager Sachsenhausen gefangen gehalten. Die Befreiung erlebte er während des Todesmarsches nach Nordwesten bei Schwerin. Während der KZ-Haft wurde er 1941 wegen „Rassenschande“ verurteilt und kam für zwei Jahre ins Strafgefängnis nach Tegel, weil er im Exil in Amsterdam beim Aufenthalt in einer jüdischen Familie 1938 zusammen mit seiner ersten Liebe einen Sohn bekommen hatte.
Am 18. Juni 1945 organisierte er ein Treffen im Mariendorfer Eckener-Gymnasium und der Antifaschistische Jugendausschuß von Tempelhof entstand, aus dem später eine Bezirksgruppe der FDJ wurde.
Beruflich wurde er Zeichenlehrer, bis er per Strafbescheid 1951 aus dem Schuldienst entlassen wurde wegen „aktiver Betätigung im Sinne der SED“. Gleichzeitig wurde ihm die Entschädigung als NS-Opfer aberkannt. Fast 20 Jahre dauerte der Prozess gegen das Land Berlin, bevor ihm ein Gericht die aberkannte Entschädigung und Anerkennung wieder zusprach.
Anschließend war er als Klubhausleiter bei der West-Berliner Reichsbahn tätig. Er engagierte sich in der Vereinigung der Verfolgten des Naziregimes – Verband der Antifaschistinnen und Antifaschisten (VVN-VdA), gehörte zu den Gründern der Galerie Olga Benario und war im Internationalen Sachsenhausenkomitee tätig.
Mit der Songgruppe Sorgenhobel brachte er in den 1980er Jahren mehrere Schallplatten heraus und trat auf Veranstaltungen auf.
Wolfgang Szepansky führte seit 1978 fast 40.000 Jugendliche durch das ehemalige KZ Sachsenhausen. Mit dem Verein Paper Press e. V. führte er von 1980 bis 2007 65 antifaschistische Stadtrundfahrten durch den Bezirk Tempelhof in Berlin durch. An diesen Fahrten nahmen mehr als 2500 Menschen teil.
Er war verheiratet mit Gerda Szepansky, die er auf einer Versammlung antifaschistischer Lehrer kennenlernte und mit der er vier Kinder hatte. Seine Tochter Regina Szepansky (1965–2019) war seit 2006 stellvertretende Vorsitzende des  Sachsenhausenkomitees. Seit 2007 war sie Mitglied der Revisionskommission und Schriftführerin des Internationalen Sachsenhausen Komitees. In Tempelhof-Schöneberg wirkte sie seit 2013 als Projektleiterin von „Wir waren Nachbarn – Biografien jüdischer Zeitzeugen“.
Szepansky starb im Alter von 97 Jahren und ist auf dem Friedhof Mariendorf II in Berlin beerdigt.

## Ehrungen
- Szepansky wurde am 26. September 1996 für seine Tätigkeit als Zeitzeuge mit dem Bundesverdienstkreuz am Bande ausgezeichnet.
- Am 15. Juli 2021 wurde ein Grünzug in Berlin-Mariendorf nach Gerda und Wolfgang Szepansky benannt.[6]

### Gedenktafel
Am 11. August 2012, 79 Jahre nachdem er die antifaschistische Losung an die Mauer schrieb, wurde am historischen Ort eine Gedenktafel für Wolfgang Szepansky eingeweiht. Diese Gedenktafel wurde im Februar 2015 mit roher Gewalt zerstört. Der Polizei, dem örtlichen Kontaktbereichsbeamten, ist dies über 14 Tage nicht aufgefallen. Am 2. Mai 2015 wurde eine neue Gedenktafel aus noch stabilerem Material enthüllt, die aber bereits am 26. August 2015 wiederum von Unbekannten zerstört wurde.
Am 9. Oktober 2016 wurde die erneuerte Gedenktafel eingeweiht. Auch diese wurde nach kurzer Zeit, im Februar 2017 aus ihrer Halterung gerissen und entwendet.
Die vierte Einweihung der Gedenktafel für Wolfgang Szepansky fand am 7. Oktober 2017 statt. Sie wurde in der Nacht zum 25. März 2019 erneut zerstört. Sie wurde am 2. November 2019 ersetzt.

## Dokumentarfilm
- „Ich dachte, der Himmel stürzt ein ...“ (Wolfgang Szepansky). In: Berliner Zeitzeugen. Aus dem antifaschistischen Widerstand (Heinz Schröder – Gertrud Keen – Wolfgang Szepansky).  Eine Dokumentation von Loretta Walz, Videoproduktion Berlin, Landesjugendring Berlin 1993 (21 Min.)[13]